# Филиппинский лягушкорот
Филиппинский лягушкорот (лат. Batrachostomus septimus) — птица из семейства лягушкоротов.
Малоизученная птица. Живёт в лесах Филиппин, ведёт преимущественно ночной образ жизни, не издает, судя по всему, никаких звуков. Насекомоядна.
Строит гнездо и откладывает одно яйцо, которое самец и самка охраняют по очереди.